# Bishopton, Renfrewshire
Bishopton är en ort i Storbritannien.   Den ligger i kommunen Renfrewshire och riksdelen Skottland, i den nordvästra delen av landet, 600 km nordväst om huvudstaden London. Bishopton ligger 31 meter över havet och antalet invånare är 5 029.
Terrängen runt Bishopton är platt åt sydväst, men åt nordost är den kuperad. Runt Bishopton är det mycket tätbefolkat, med 1 886 invånare per kvadratkilometer. Närmaste större samhälle är Glasgow, 16,2 km öster om Bishopton. Trakten runt Bishopton består i huvudsak av gräsmarker.